# Ново-Архангельск
Но́во-Арха́нгельск — бывшее поселение в Русской Америке, основанное в 1799 году. После продажи в 1867 году русских владений в Америке США город переименован в Ситку.

## История
Город на берегу незамерзающего Ситкинского залива был защищён с моря горами. В описаниях Ново-Архангельска упоминается гора Эчкомб — потухший вулкан, расположенный над заливом. В строительстве использовалась ель. По свидетельству Кирилла Тимофеевича Хлебникова, «леса содержат много влажности… скоро предаются гниению. Прочность их не может быть более 20 лет».
После переезда администрации Российско-Американской компании город у крепости стал расти. По утверждению английского моряка Питера Корнея, посетившего эти места в 1810-е годы, Ново-Архангельск состоял из форта на горе и поселения из 60 деревянных домов, а также церкви, блокгауза и верфи. При каждом доме был разбит огород с картофелем, морковью, редисом, репой и другими овощами. Согласно Кириллу Тимофеевичу Хлебникову, в 1818 году все построенные при губернаторе Александре Андреевиче Баранове здания, за исключением товарного магазина, «сгнили и сломаны или непременно должны сломаться».

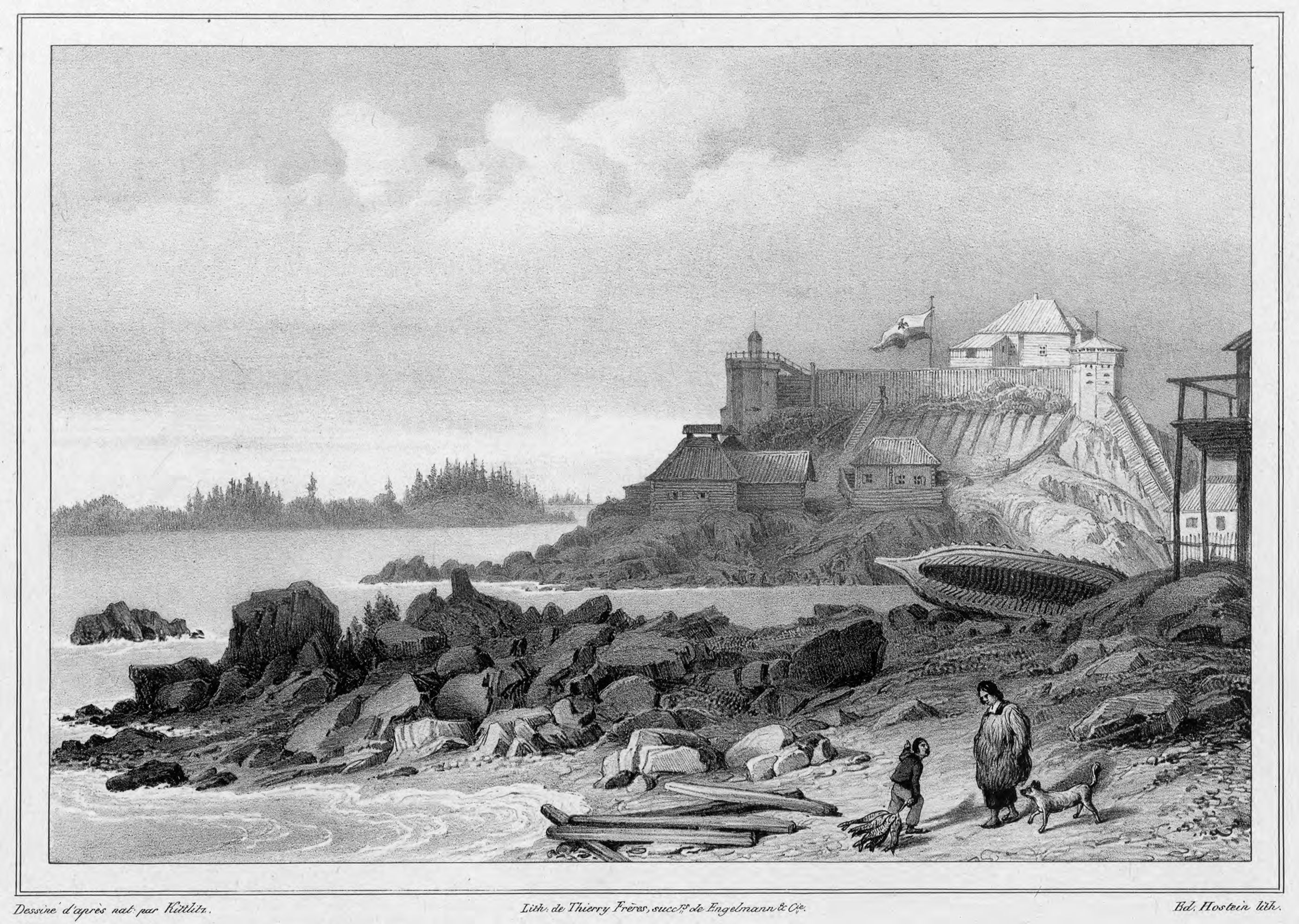
Крепость Губернатора Русской Америки

В 1822 году в крепости Замковый холм для губернатора построен новый дом с железной кровлей, доставленной из Санкт-Петербурга. Привезённая в 1820 году краска должна была защитить дома от преждевременного гниения.
Кроме климата, жителям Ново-Архангельска докучали крысы, разорявшие магазины и склады. Для борьбы с грызунами конструкции зданий обивались «плющенным свинцом». Дом правителя и казармы были покрыты железом.
«Квартиры» наиболее важных чиновников освещались свечами из сала, на судах, в казармах использовали животный и рыбий жир. Дома отапливали русскими печами. Кирпичи привозились из Кадьяка, реже из Форт-Росса, поскольку в окрестностях глины крайне мало.

В 1825 году в поселении насчитывалось пять ремесленников, в том числе кровельщик, маляр, стекольщик и два печника. По свидетельству Лаврентия Алексеевича Загоскина, в Ново-Архангельске 1840-х годов не было ни дворов, ни улиц, ни площадей. Морской офицер Д. И. Неделькович сообщал, что в городе имелось более ста деревянных домов, три церкви — русская, лютеранская и «колошинская», пристань, пильный завод и завод по изготовлению «черепицы» из дерева, мужское и женское училища, два магазина, и что 
на горе красуется довольно большое двухэтажное деревянное здание: дом главного правителя колонии с батареею.
Костливцев отмечал, что «Ново-Архангельск, главный пункт колоний, укреплён собственно от колошей, которых селение совершенно смежно с портом. Высокий тын, начинающийся у морского берега, идёт между колошинским селением и Ново-Архангельском». Ревизор Головин считал, что «одного судна, вооружённого несколькими орудиями большого калибра достаточно, чтобы безнаказанно сжечь все компанейские суда и разрушить Ново-Архангельск до основания».

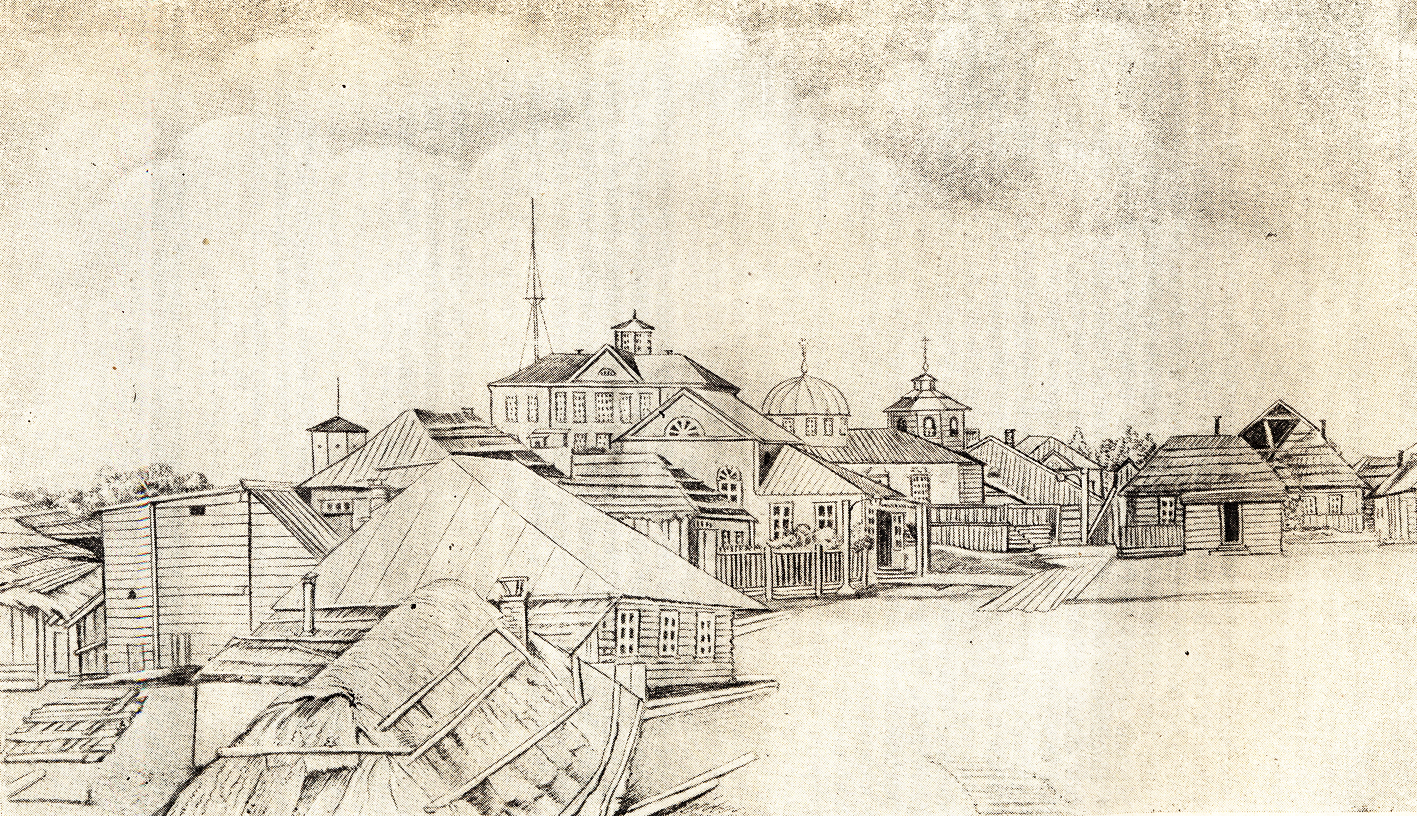
Ново-Архангельск. Рисунок Вознесенского (1839—1849)

В 1830 году прибывший на Аляску барон Фердинанд Петрович Врангель с целью исследования западного североамериканского побережья от Берингова пролива до Калифорнии создаёт в Ново-Архангельске магнитно-метеорологическую обсерваторию.
К моменту продажи город называли «Тихоокеанским Парижем», он считался по-европейски развитым, выстроенным в стиле Санкт-Петербурга, с которым находился на одной широте.
30 марта 1867 года российский посланник в США Эдуард Андреевич Стекль и госсекретарь США Уильям Генри Сьюард подписали договор о продаже Аляски. 20 июня, после обмена ратификационными грамотами в Вашингтоне, договор вступил в силу. 18 октября 1867 года в Ново-Архангельске (столица Русской Америки) был спущен российский флаг.

## Галерея

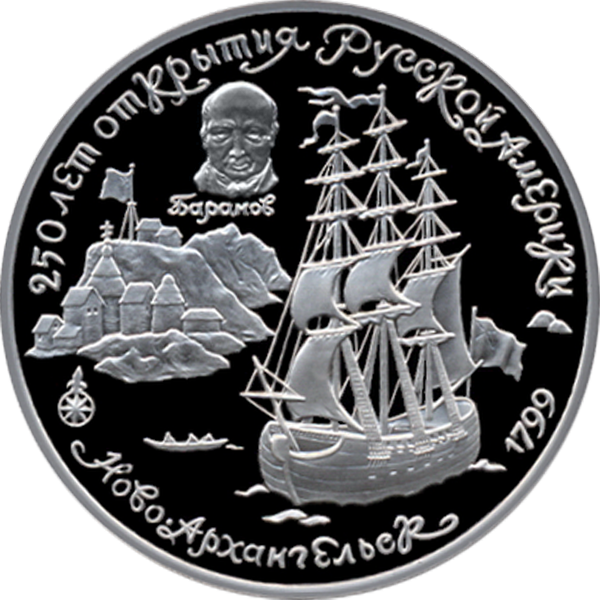
На современной юбилейной монете

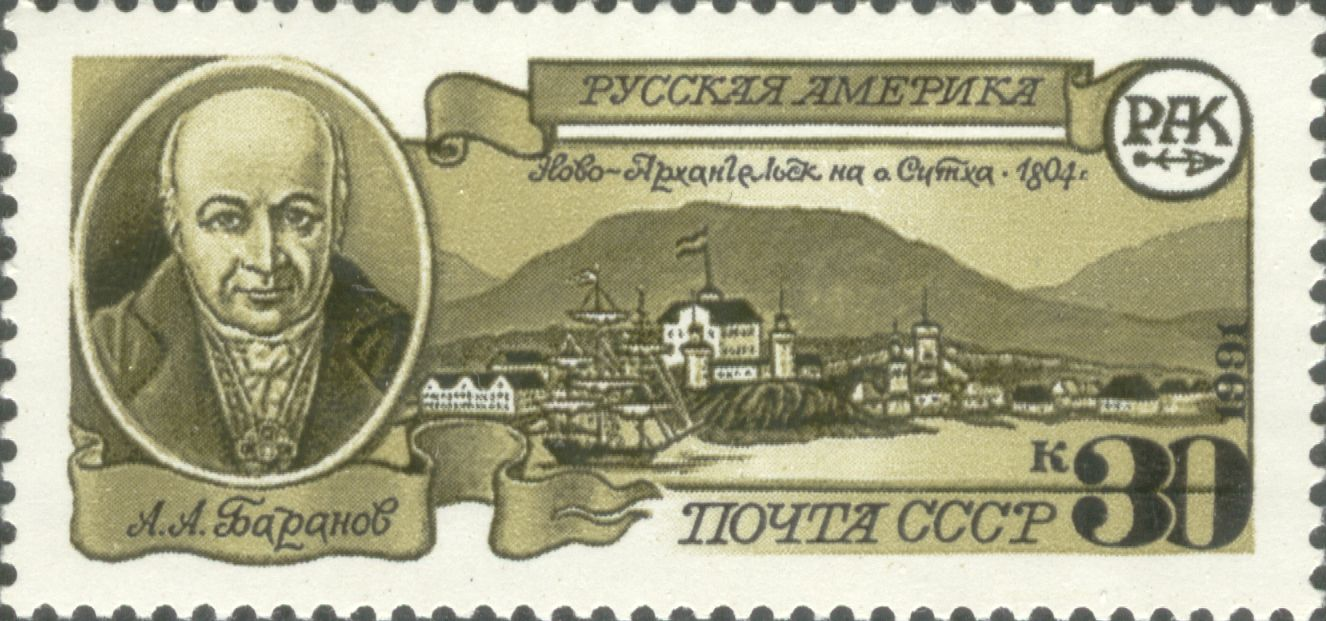
Почтовая марка СССР, 1991 год

Панорамы
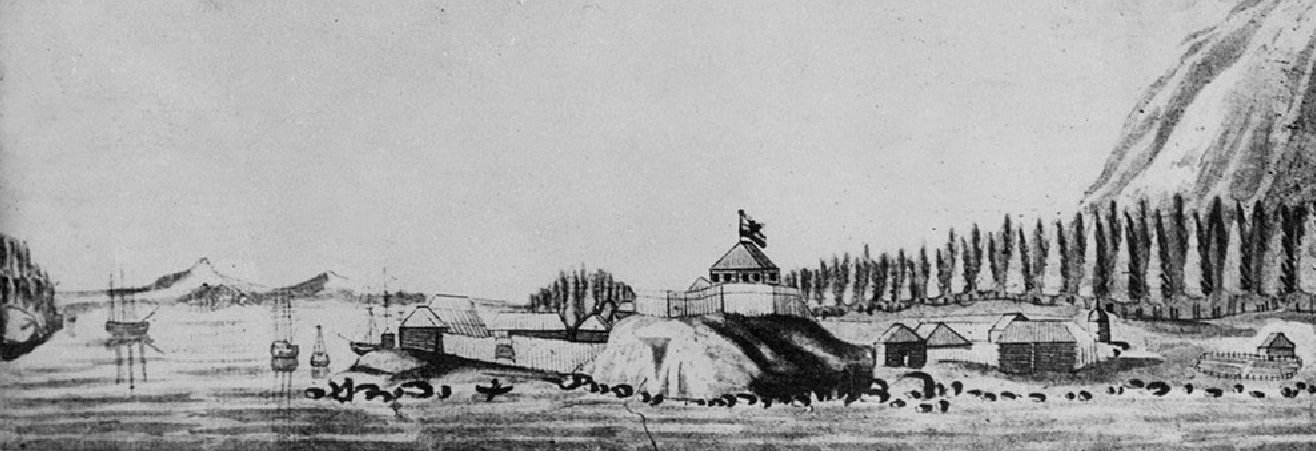
Вид Российско-американского селения (Новоархангельска)
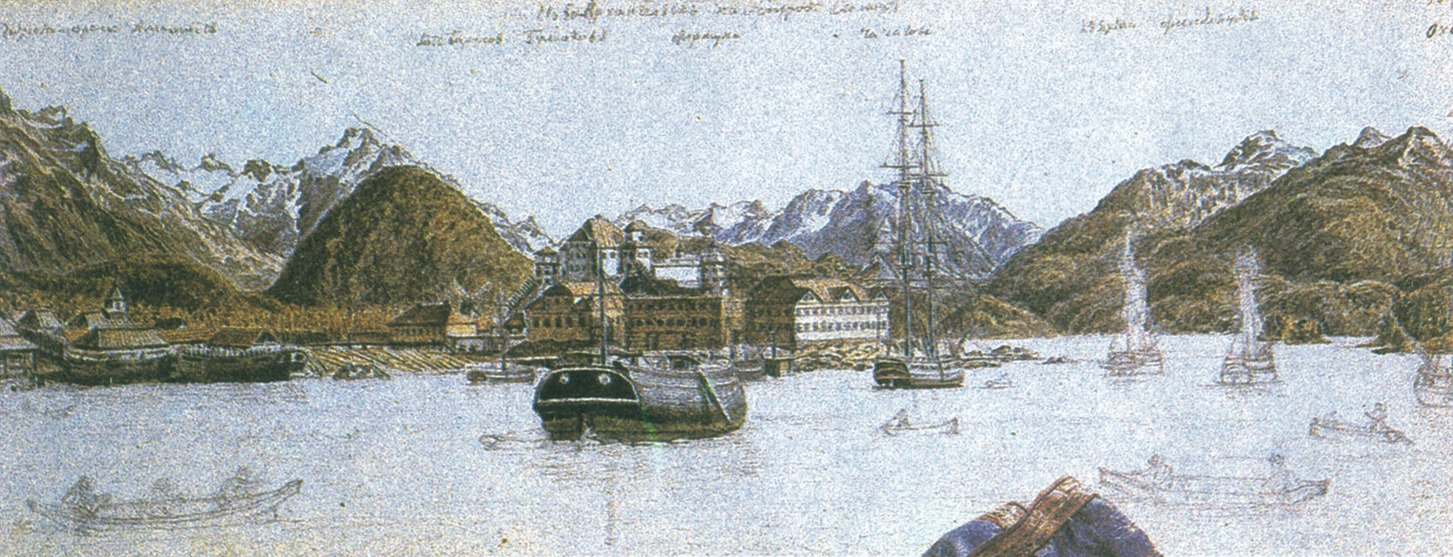
Ново-Архангельск. Рисунок Павла Николаевича Михайлова

Планы и карты
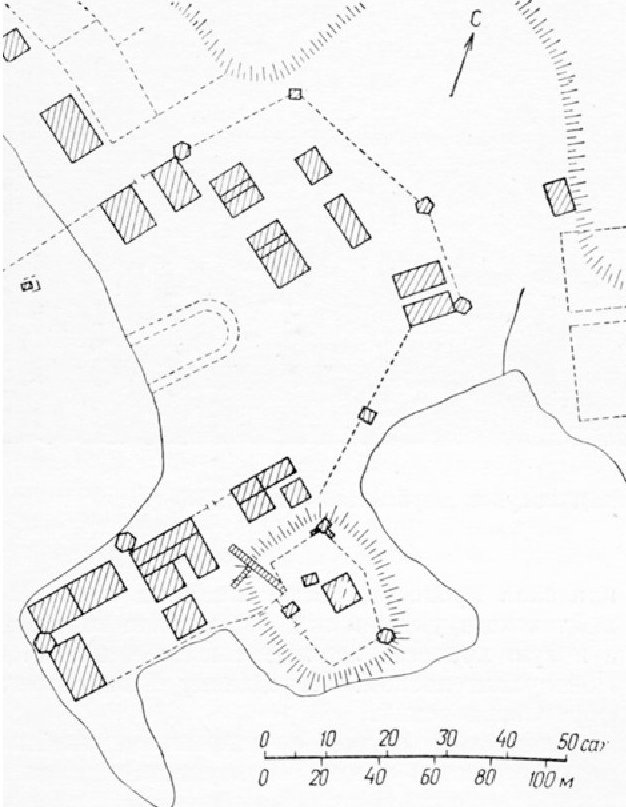
План Ново-Архангельска 1805
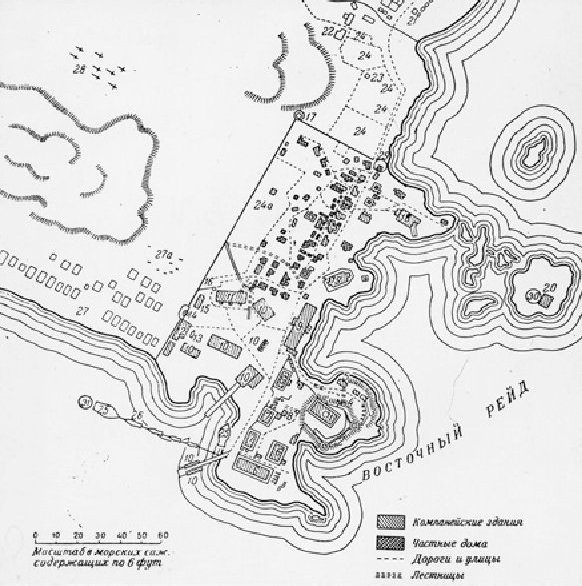
План Ново-Архангельска 1836
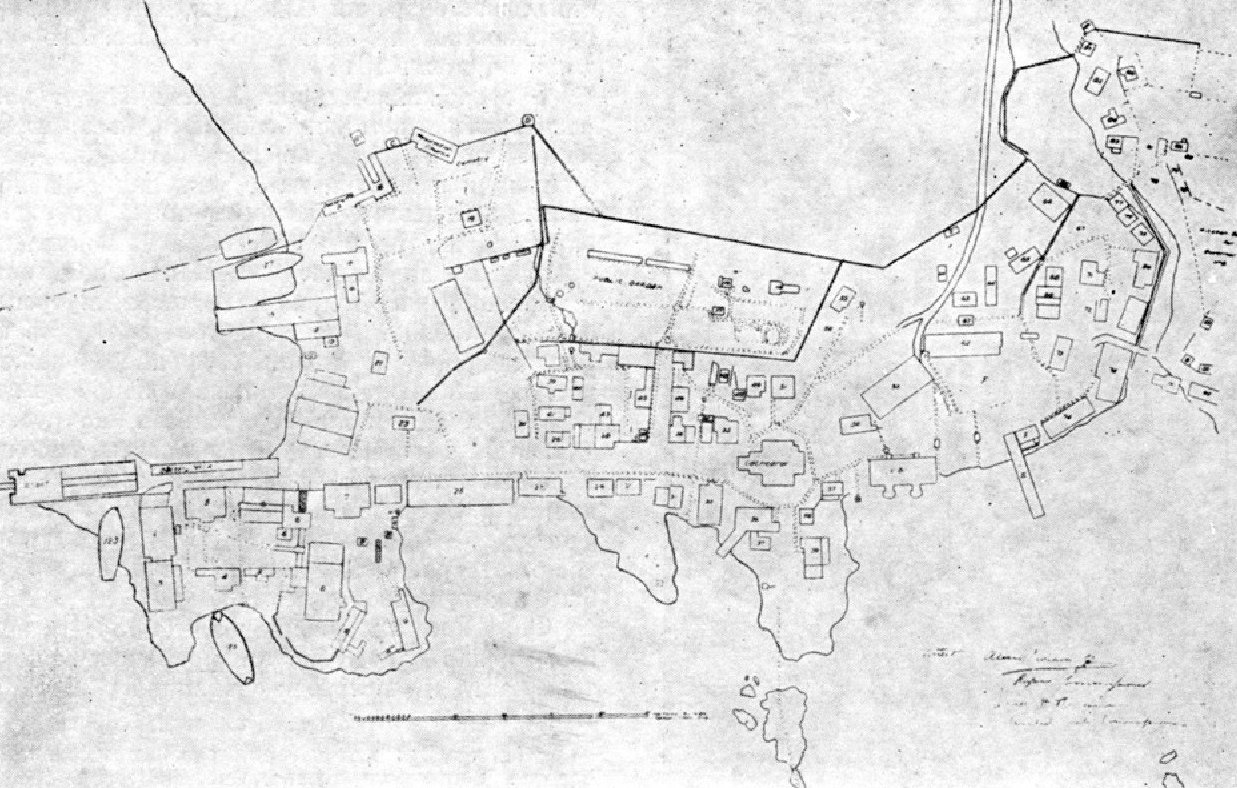
План Ново-Архангельска 1867
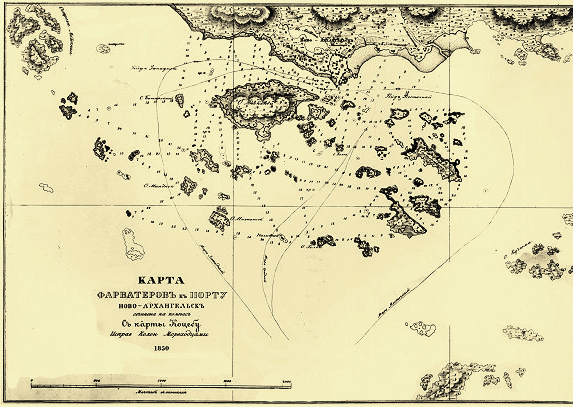
Карта фарватеров в порту Ново-Архангельска

Виды
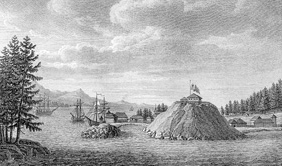
Поселение Российско-Американской компании в Ситке
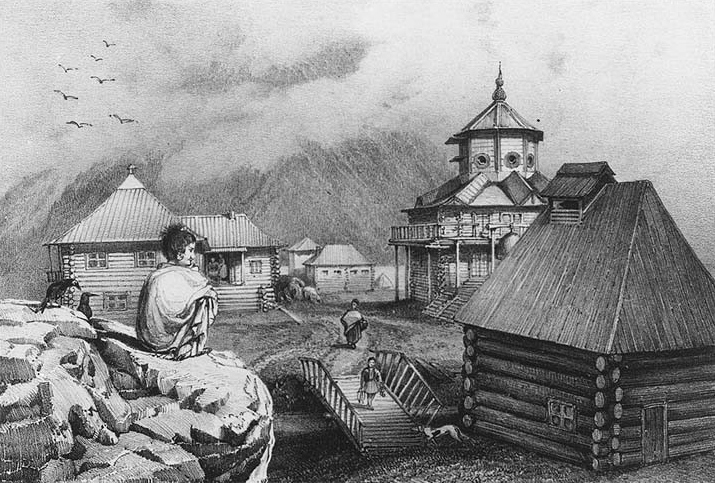
Русская колония Ново-Архангельск
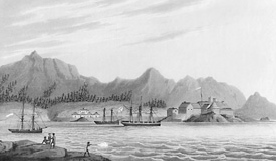
Ново-Архангельский порт на литографии
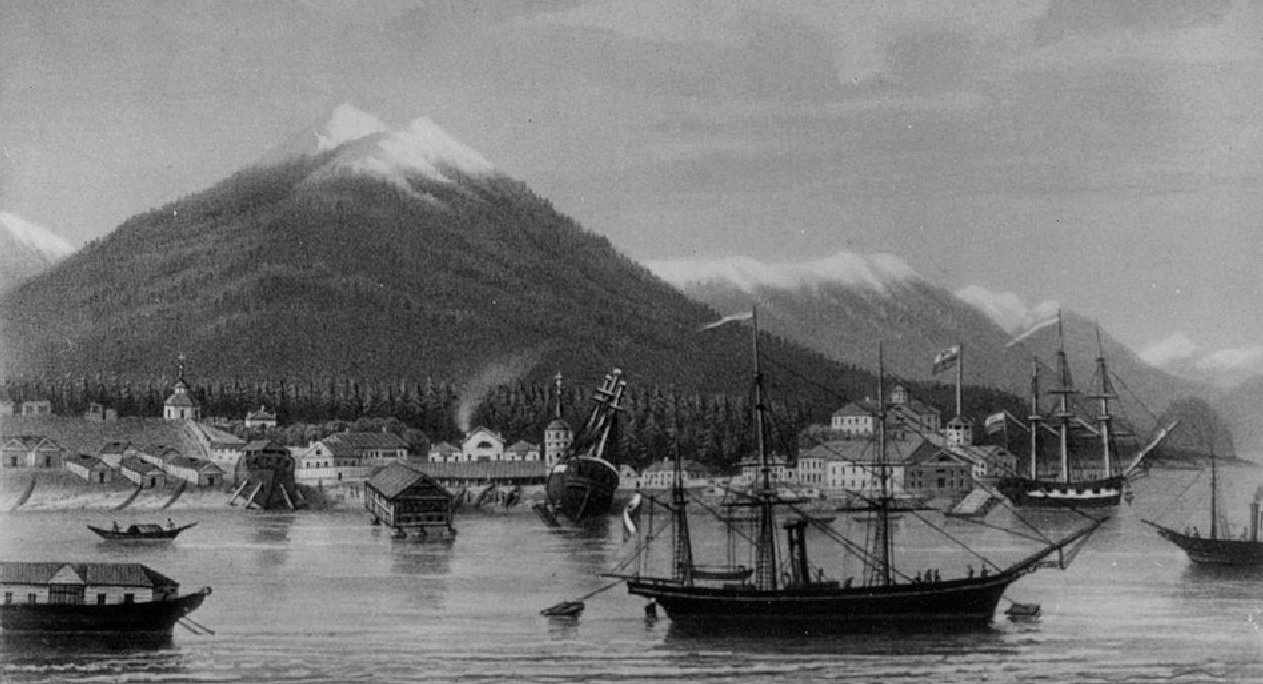
Ново-Архангельск 1863
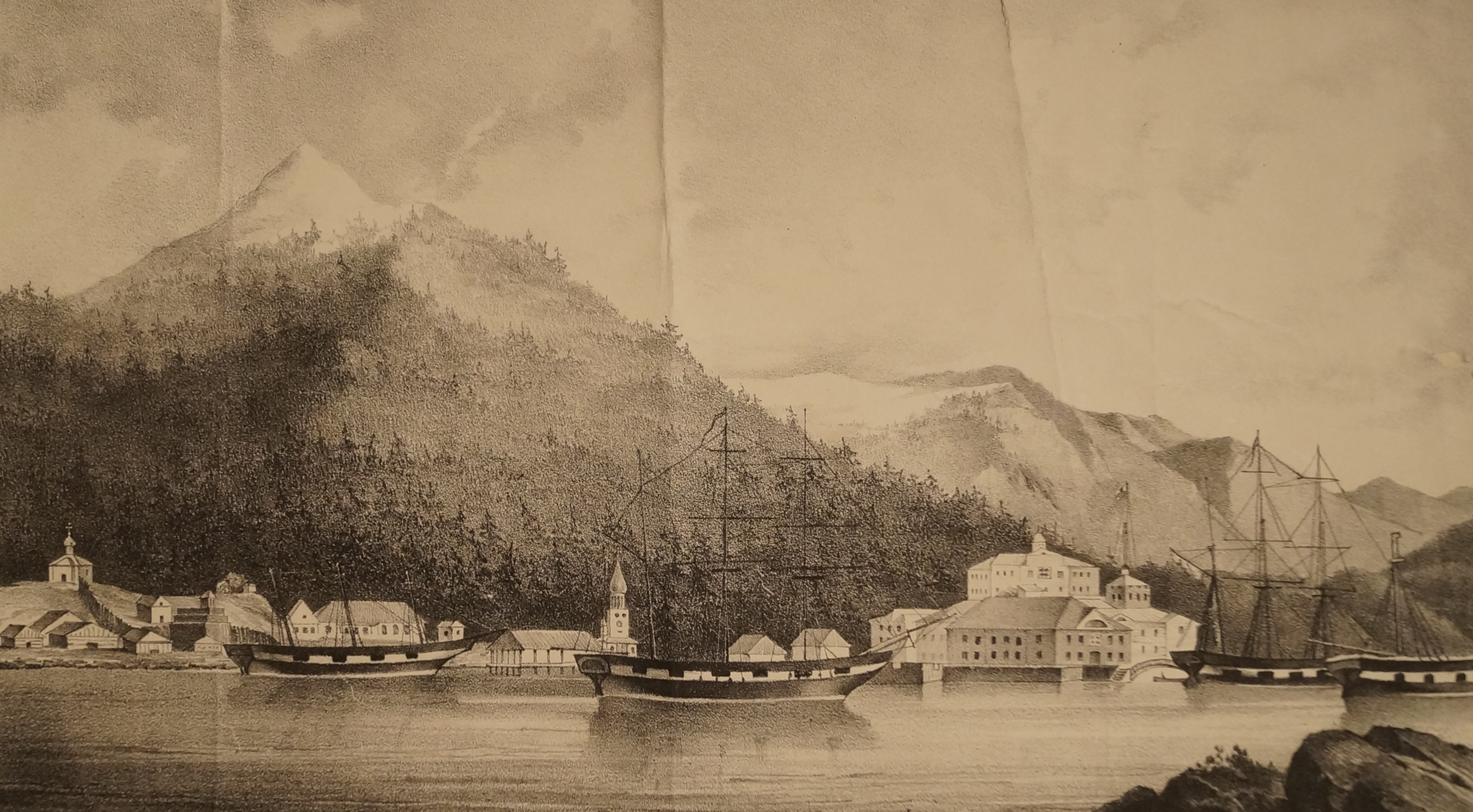
Ново-Архангельск 1851
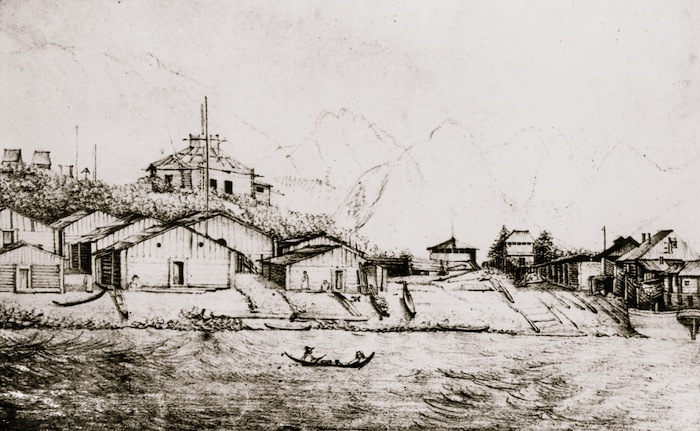
Ново-Архангельск 1843
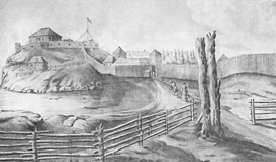
Вид российско-американского селения Ново-Архангельской крепости
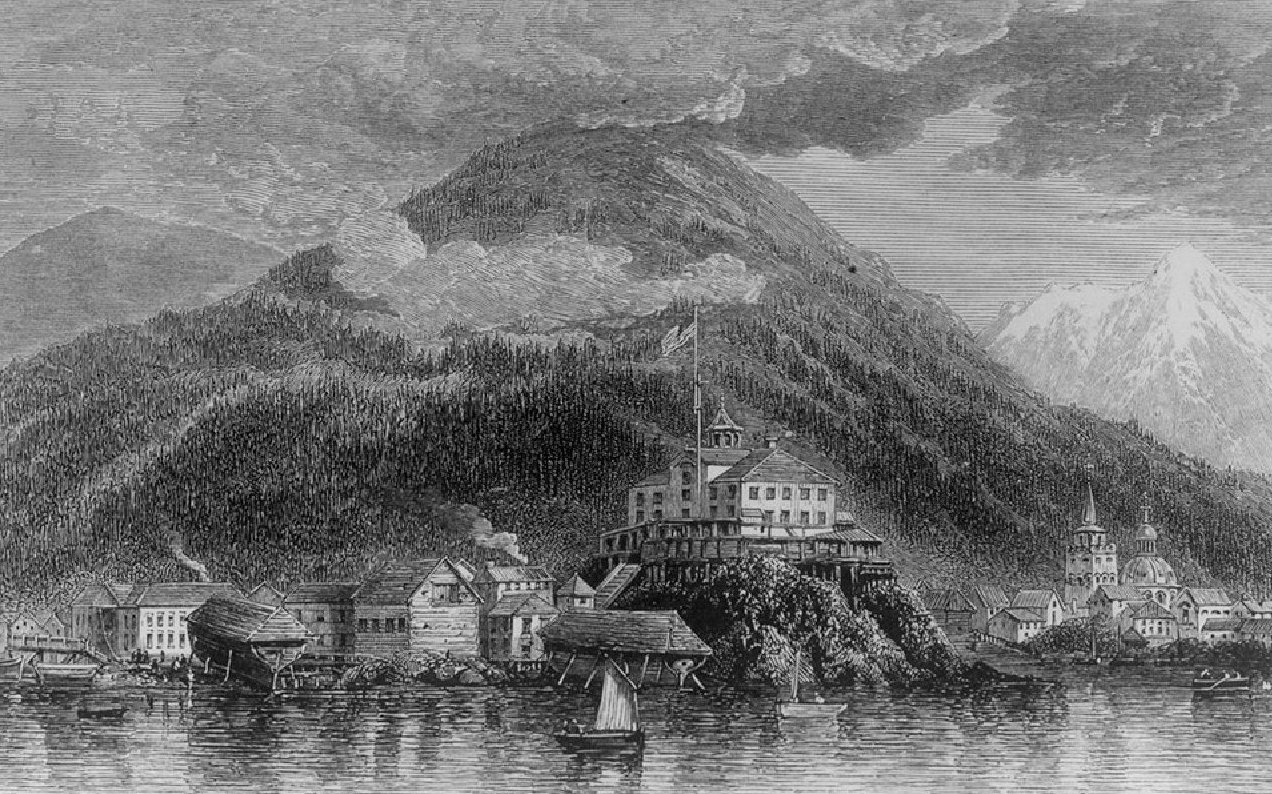
Вид на Ново-Архангельск в сер. XIX
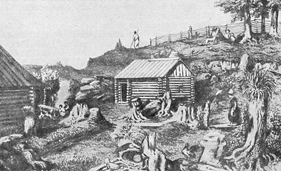
В Ново-Архангельске
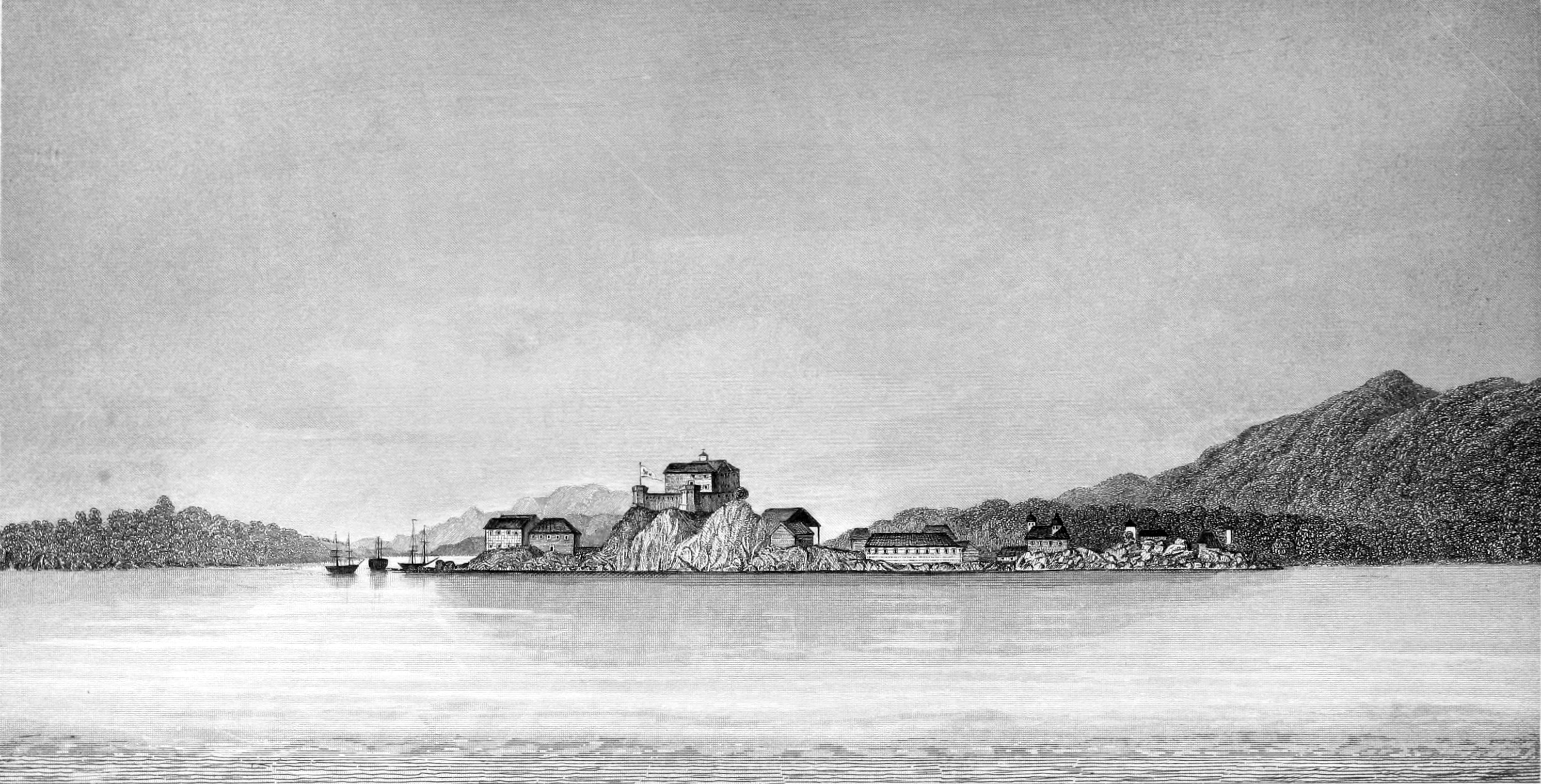
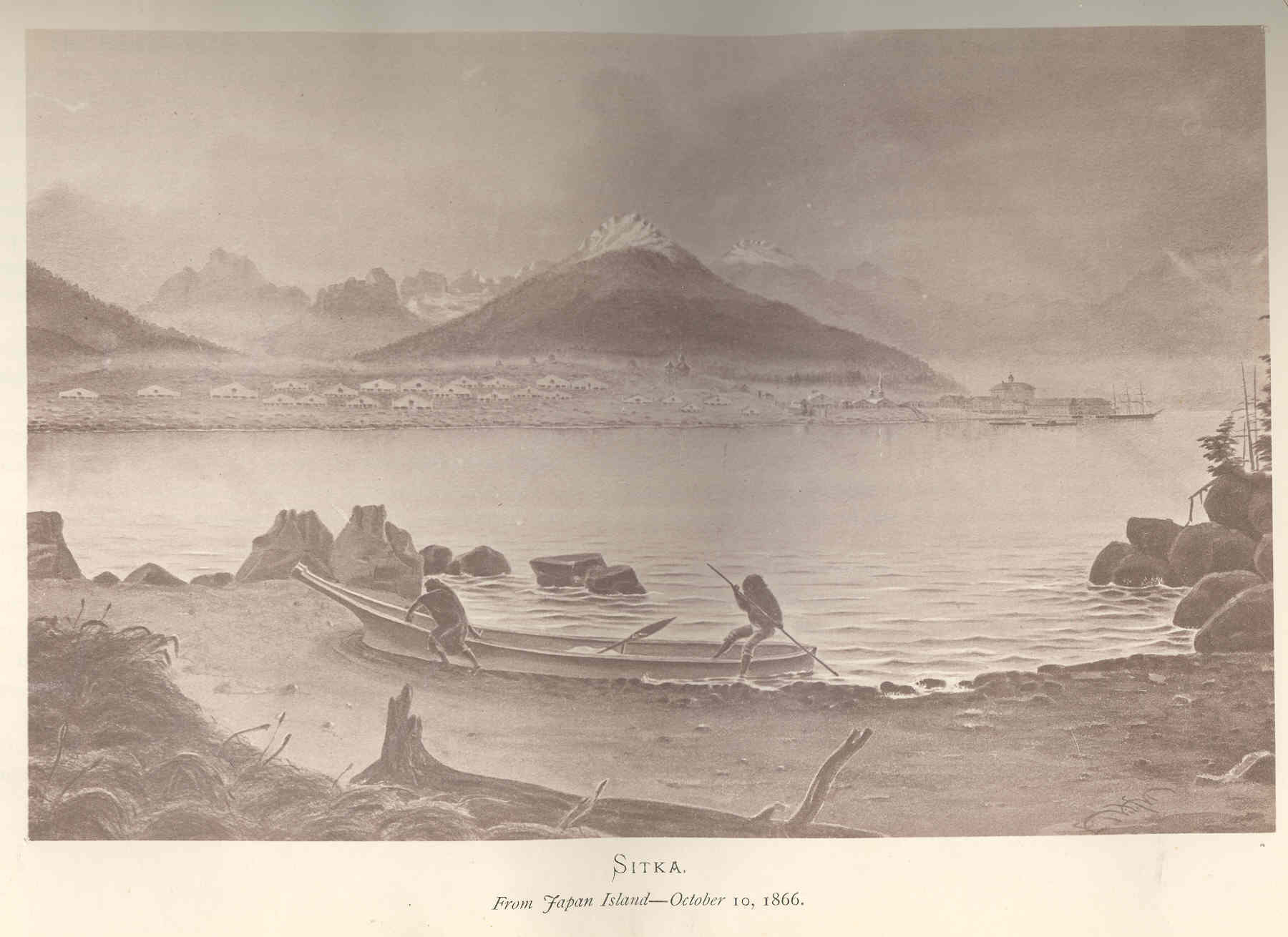
Ситка с Японского острова. 10 октября 1866
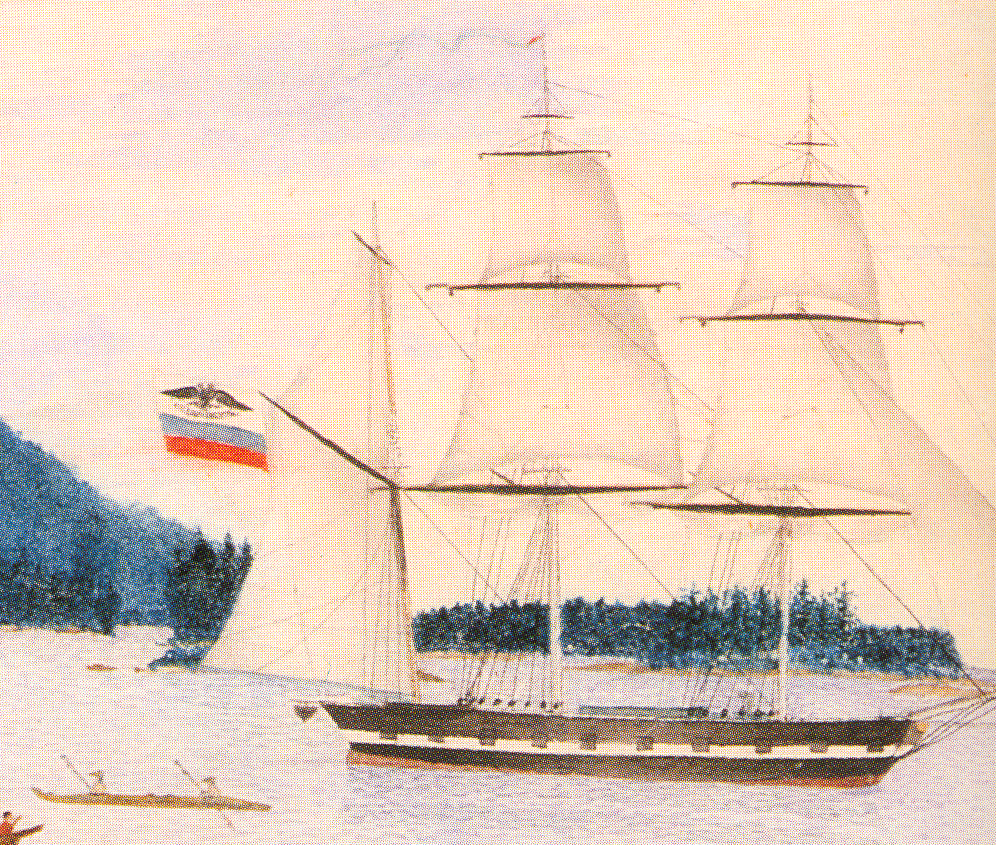
Вид на бухту Ситки. Йоханн Бартрам.